# Модуль над кільцем
Модуль над кільцем — алгебрична структура в абстрактній алгебрі, що є узагальненням понять:
- векторного простору (це модуль над полем);
- комутативної групи (це модуль над кільцем цілих чисел {\displaystyle \mathbb {Z} });
- ідеала кільця (це модуль, що є підкільцем).

Назви ідеал та модуль походять з модульної арифметики, а саме з кратності за модулем.
Ідеалом кільця є його підкільце замкнене відносно множення на елементи кільця.
Наприклад: числа кратні {\displaystyle \ n} серед всіх цілих чисел.
Багато результатів для ідеалів є справедливими, якщо прибрати множення, а залишити тільки кратність елементів, тобто, замінити підкільце до незалежну комутативну групу.

## Визначення
Коли задано кільце {\displaystyle \ R}, то{\displaystyle \ R}-модулем називається абелева група {\displaystyle (M,+)} з додатковою операцією множення на елементи кільця {\displaystyle R\times M\to M},
що задовільняє умови дистрибутивності та асоціативності {\displaystyle \forall \;m_{1},m_{2}\in M,\;\;r_{1},r_{2}\in R:}
1. {\displaystyle r(m_{1}+m_{2})=rm_{1}+rm_{2}},
2. {\displaystyle (r_{1}+r_{2})m=r_{1}m+r_{2}m},
3. {\displaystyle (r_{1}r_{2})m=r_{1}(r_{2}m)},
4. {\displaystyle 1_{R}\cdot m=m}.

Якщо кільце є некомутативним, то такий модуль називається лівим. Для визначення правого модуля замінюють умову (3) на:
{\displaystyle m(r_{1}r_{2})=(mr_{1})r_{2}}.

## Підмодуль, ідеал та гомоморфізм
- Підмодулем модуля {\displaystyle M_{R}} називається підгрупа групи {\displaystyle M}, замкнута відносно множення на елементи з {\displaystyle R}.

- Якщо кільце розглядати як (лівий) модуль над собою ({\displaystyle R=M}), тоді його підмодулі є лівими ідеалами; якщо кільце розглядати як правий модуль — правими ідеалами. В комутативному кільці ліві і праві ідеали збігаються.

- Гомоморфізмом {\displaystyle R}-модулів {\displaystyle A} та {\displaystyle B} називається гомоморфізм груп {\displaystyle f\colon A\to B}, для якого виконується умова {\displaystyle f(ra)=rf(a)\;\;\forall a\in A,r\in R}. Множину всіх таких гомоморфізмів позначають {\displaystyle \mathrm {Hom} _{R}(A,\ B)}.

## Приклади
- Абелева група — модуль над кільцем цілих чисел ({\displaystyle \mathbb {Z} }-модуль).
- Лінійний простір над полем {\displaystyle F} є модулем над полем {\displaystyle F}.
- Лінійний простір {\displaystyle V} — модуль над кільцем всіх своїх лінійних перетворень {\displaystyle L(V)}.

## Історія
Найпростіші {\displaystyle \mathbb {Z} }-модулі зустрічаються вже в роботах Гауса. Поняття модуля зустрічається вперше в 60-80-х роках 19 ст. в роботах Дедекінда та Кронекера. У той же час проводилось дослідження скінченномірних асоціативних алгебр (Пірс, Фробеніус), що призвело до вивчення ідеалів деяких некомутативних кілець. Спочатку теорія модулів розвивалась як теорія ідеалів деякого кільця, лише в роботах Еммі Нетер було замічено, що багато результатів можна зформулювати для довільних модулів, а не тільки ідеалів.